# 穆斯林大會聯盟 (巴基斯坦政黨)
穆斯林大會聯盟是巴基斯坦穆斯林聯盟的一個派別，於1962年從支持巴基斯坦總統阿尤布汗將軍的軍事政權中分裂。1965年舉行的巴基斯坦總統選舉上，穆斯林大會聯盟也參加了競選。CML 的選舉標誌是一朵玫瑰。